# Bruguieria
Bruguieria là một chi thực vật có hoa trong họ Rhizophoraceae.

## Loài
Chi Bruguieria gồm các loài: